# GETEC Arena
La  GETEC Arena est un hall omnisports situé à Magdebourg, en Saxe-Anhalt, où évolue le club de handball du SC Magdebourg, club évoluant en Bundesliga.